# Juniperus sabina
Sabine
Espèce
Statut de conservation UICN

 LC  : Préoccupation mineure
Le genévrier sabine (Juniperus sabina), appelé aussi sabine ou sabinier, est un arbuste rampant appartenant au genre Juniperus et à la famille des Cupressaceae. Il est assez largement répandu dans les montagnes d'Asie, d'Europe et d'Afrique du Nord.
Les rameaux de la sabine hautement toxiques, sont une matière médicale utilisée dans la pharmacopée européenne et musulmane depuis l'Antiquité gréco-romaine comme emménagogue et abortif. Son huile essentielle est très toxique.

## Description

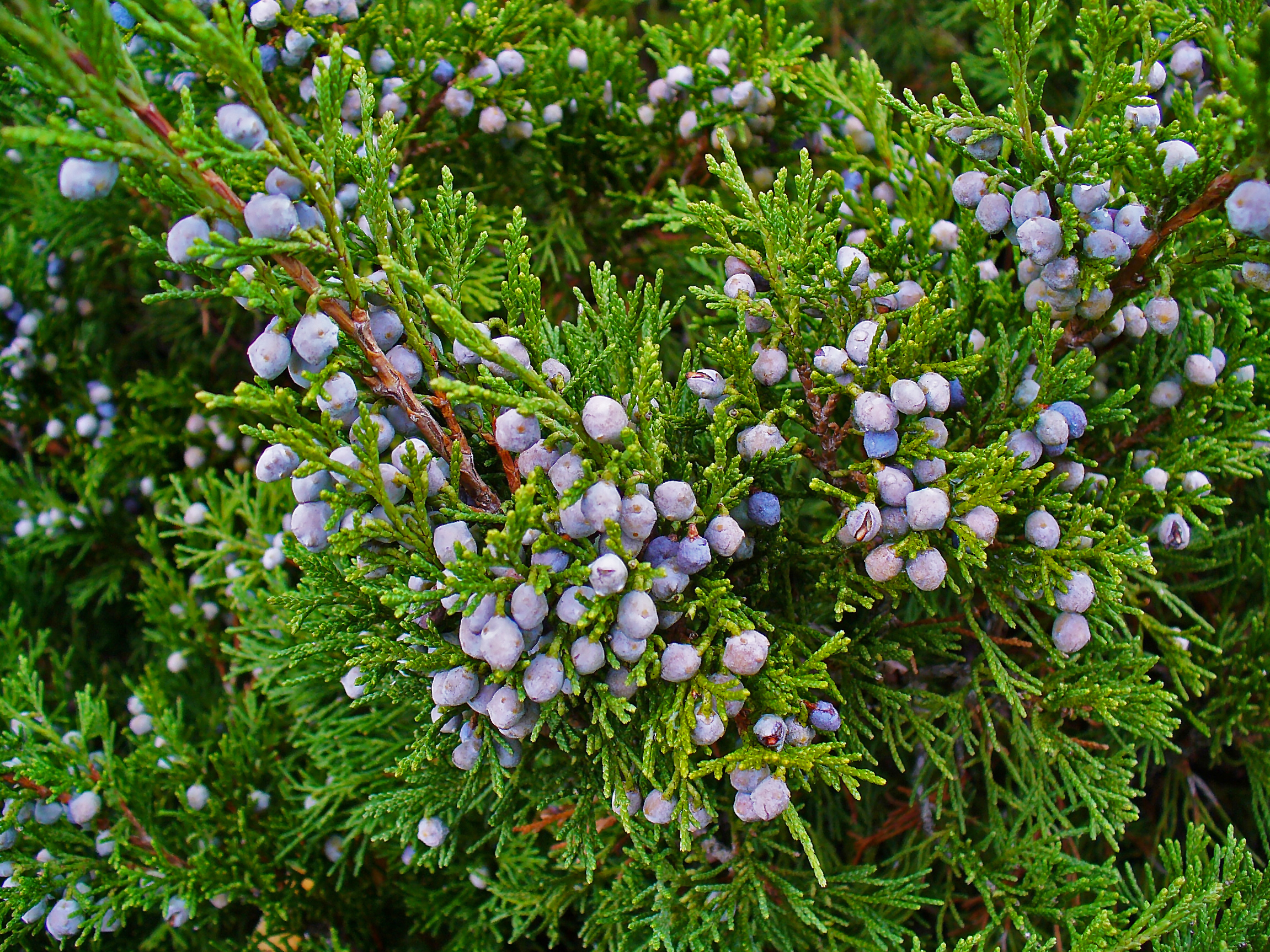
Aiguilles et « baies » de Juniperus sabina.

La sabine est un genévrier se caractérisant par la présence de deux types de feuilles (hétérophyllie) et l'absence de tige principale.

### Appareil végétatif
Le genévrier sabine est un arbuste ou un sous-arbrisseau rampant de 0,3 à 4 mètres de hauteur,.
Comme son proche parent le genévrier thurifère, les pousses rameuses de la sabine dégagent une odeur forte et désagréable lorsqu'on les frotte. Ces aiguilles étant fermement appliquées contre le rameau qui les portent, elles ne sont pas piquantes.
Les feuilles, de couleur vert bleuté, à disposition opposée décussée, sont en forme d'aiguilles de 4 mm de long environ dans leur forme juvénile, et en écaille ovales, rhomboïdales, glanduleuses sur le dos, obtuses à subaiguës, d'environ 1 mm dans leur forme adulte.

### Appareil reproducteur
Cette espèce monoïque présente des organes reproducteurs mâles et femelles séparés, mais présents sur le même individu.
Les cônes mâles sont petits et sphériques ; les cônes femelles, de forme ovoïde, sont constitués d'écailles qui deviennent charnues et concrescentes (qui se soudent entre elles) en mûrissant. La floraison se déroule en avril-mai.
Les « baies » ne sont pas de vraies baies ; ce sont des cônes femelles fécondés, de 4 à 6 mm de diamètre, appelés galbules. De couleur pourpre à bleuâtre foncé à maturité, ils sont recouverts de pruine, à chair très résineuse assez molle. Chaque galbule contient de 1 à 3 graines. L'ensemble est toxique. La fructification a lieu en automne.
Au moins 12 variétés ont été décrites pour cette espèce très largement distribuée.

## Distribution et habitat
L'espèce est dispersée dans les montagnes :
- du sud de l'Europe, depuis l'Andalousie jusqu'à la Turquie (en passant par les Alpes et les Balkans) et en Europe centrale et de l'est. Elle est présente en Ukraine, Russie, Autriche, Allemagne, Pologne, Suisse, ex-Yougoslavie, Grèce, Roumanie, France, Espagne etc.

En France, la sabine est présente dans les Alpes (de la Savoie, du Dauphiné, de la Provence) et dans les Pyrénées.
En Suisse, on le rencontre dans le massif du Jura, en Valais, dans les Préalpes  (principalement vaudoises et fribourgeoises) et en Engadine .
- en Afrique, dans une localité relictuelle en Algérie, sur les montagnes de Kabylie (Djurdjura).
- en Asie, dans le Caucase, la Chine, l'Asie centrale (Kazakhstan, Kirghizstan), la Mongolie, la fédération de Russie, l'Iran, la Turquie.

C'est une espèce de montagne, croissant habituellement entre 1 400 et 2 750 mètres d'altitude, dans les zones rocheuses ou rocailleuses, sèches et ensoleillées.
La sabine est cultivée depuis 1580; au début on la plantait surtout dans les jardins de monastères. On l'utilise comme haie décorative, bordant des parcs et jardins en plaine.

## Utilisations

### Bonsaï
Les genévriers sont avec les pins, les ormes de Chine et érables, les essences les plus communément utilisées pour obtenir des bonsaïs. Le genévrier de Chine (Juniperus chinensis) est très couramment utilisé mais le genévrier sabine a aussi du succès bien qu'il ne soit pas commercialisé.

### Toxicité

Sabinol

C'est une plante hautement toxique, comme le genévrier thurifère. Il ne faut pas la confondre avec le genévrier commun qui peut se rencontrer dans les mêmes habitats, mais dont les fruits sont comestibles.
Cette toxicité est due à ses huiles essentielles qui contiennent du thuyone, du sabinol, du sabinène et de l'acétate de sabinyl. Ce dernier composant, qui est majoritaire dans l'huile essentielle de Juniperus sabina, est responsable d'un effet abortif par inhibition de l'implantation. Le sabinol peut provoquer des empoisonnements mortels à très faibles doses.
En outre, le pyrogallol bloque complètement le circuit intestinal et les animaux qui en ont consommé meurent rapidement

### Thérapeutique
L'aromathérapie a parfois recours à l'huile essentielle de rameaux feuillés de sabine. Jean Bruneton met en garde contre son usage thérapeutique : « Très irritante, et même vésicante, cette huile essentielle à sabinène et/ou acétate de sabinyle doit être connue pour sa toxicité (embryotoxique chez les rongeurs). La vente au détail et toute dispensation au public d'huile essentielle de sabine et de ses dilutions et préparations ne constituant ni des produits cosmétiques, ni des produits à usage ménager, ni des denrées ou boissons alimentaires est réservée aux pharmaciens (articles L4211-1 et D4211-13 du Code de la santé publique) ».

### Histoire
L'utilisation médicinale des rameaux de sabine remonte à l'Antiquité gréco-romaine. Le pharmacologue grec du Ier siècle Dioscoride lui consacre une notice dans sa Matière médicale (I, 76) sous le nom de brathy βραθυ. Il distingue les deux formes de cet arbuste : une forme à feuilles écailleuses comme le cyprès, à forte odeur, rabougrie, rampante et une forme aux feuilles semblables à celles du tamarix. En usage externe, les feuilles de sabine sont utilisées contre les ulcérations et les inflammations. En usage interne, les rameaux « quand on les boit, ils tirent le sang dans les urines et expulsent les embryons et fœtus » (M.M. I, 76). Ils sont aussi utilisés en fumigation. Les deux propriétés, emménagogue (provoquer les règles) et abortive, seront les deux caractéristiques essentielles de la sabine pour les siècles à venir. Pline l'Ancien reprend exactement la description botanique de Dioscoride (H.N., XXIV, 102). L' herba sabina « en liniment, purge les ulcères; en pessaire et en fumigation, elle expulse les fœtus morts » (XXIV, 102).
L'ouvrage de Dioscoride est le manuel de référence de la pharmacologie européenne et musulmane jusqu'à la Renaissance.
On retrouve donc la sabine citée dans le Capitulaire De Villis sous le nom de savina ou mentionnée par le médecin persan Avicenne (980-1037) pour provoquer les fleurs blanches (leucorrhée) chez les femmes.
Au XVIe siècle, dans la traduction commentée de l'ouvrage de Dioscoride, Pierandrea Mattioli s'attache à lever les confusions entre le vrai savinier (rare en Italie, mais croissant naturellement en Allemagne) et divers autres arbrisseaux à feuilles persistantes. Mattioli par sa lecture critique des ouvrages de pharmacologie et son utilisation d'illustrations d'après nature, annonce l'époque moderne. La sabine continue à être mentionnée dans les ouvrages de pharmacologie jusqu'au XXe siècle.
Connu de tous comme un abortif, son usage ne peut être que clandestin en raison de la prohibition de l'avortement par l'Église.
Certains traités sur les drogues se montrent très prudents, se contentant d'indiquer que prise en décoction, « elle excite les mois aux femmes, elle hâte l'accouchement & la sortie de l'arrière-faix » (Nicolas Lémery, 1723). D'autres sont plus explicites : « les propriétés emménagogues de la Sabine sont plus marquées que celles de la rue. Son action va quelquefois jusqu'à déterminer de fortes congestions irritatives de la matrice et de violentes ménorrhagies. Sa puissance abortive n'est que trop constatée » (A. Trousseau, 1839).
Souvent, l'arrêt des règles peut être imputé au froid ou à une contrariété, et sans test de grossesse, la femme peut recourir à divers « procédés populaires pour faire revenir le sang ». La sabine, avec la rue et l'armoise, fait partie des plantes « traitant l'aménorrhée », euphémisme pour plantes « provoquant l'avortement ». Aux XIXe – XXe siècle, l'armoise est bien connue par les femmes de la campagne qui la trouvent dans la nature ou parfois la cultivent dans leur jardin. Cette plante est citée dans presque tous les procès pour avortement étudiés par Agnès Fine dans les Archives départementales de la Haute-Garonne du XIXe siècle. La sabine, d'accès plus difficile est moins connue et moins utilisée. Dans les Pyrénées, on la trouve dans les gorges de Galamus, dans le Fenouillèdes. Elle semble surtout connue des herboristes et des pharmaciens dans les régions où elle ne pousse pas.
La loi du silence frappant les abortifs pour les femmes n'étant pas de règle pour les animaux, les traités de médecine vétérinaire peuvent donc décrire les expériences menées sur les animaux domestiques. Ainsi O. Delafond, professeur à l'école vétérinaire d'Alfort, indique s'être assuré que la sabine et la rue provoquent une sécrétion mucoso-séreuse abondante de la muqueuse utérine susceptible de détacher le placenta.

### Calendrier républicain
Le nom de la sabine fut attribué au 19e jour du mois de frimaire du calendrier républicain ou révolutionnaire français, généralement chaque 9 décembre du grégorien.